# COVAX

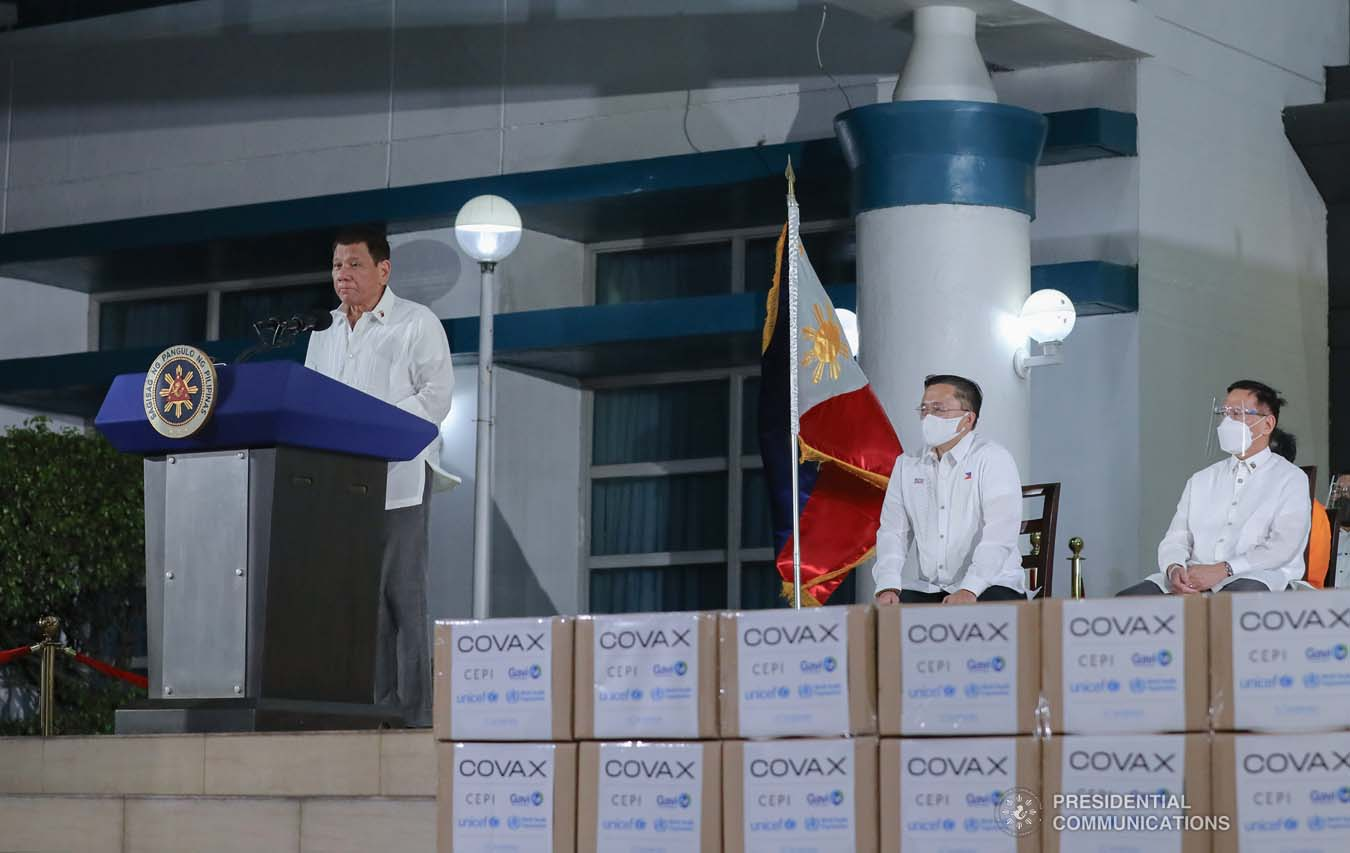
Presidente da Filipina, Rodrigo Duterte, discursando após receber doses da vacina COVAX para o combate da pandemia de Covid-19 em seu país.

A COVAX (em Inglês: COVID-19 Vaccines Global Access, em Português: Acesso Global às Vacinas da COVID-19), também conhecido como COVAX Facility, é uma iniciativa (ou um programa) da OMS, da Aliança Gavi e da CEPI que trabalha para a aquisição e posterior distribuição de vacinas contra covid-19 para os países mais pobres do planeta.
Com a visão de que "com uma pandemia de rápida evolução, ninguém está seguro, a menos que todos estejam seguros", a iniciativa visa a equidade entre os países no acesso a uma vacina covid-19 e tem por meta distribuir gratuitamente 2 bilhões de doses em 2021.

## História
Em 2020, em meio à grave crise da pandemia de covid-19, a CEPI, a OMS e a Aliança Gavi criaram o programa Covax Facility para arrecadar dinheiro que seria utilizado para distribuir vacinas, a preço de custo, para os países mais pobres do planeta.
Em 18 de dezembro de 2020, a OMS anunciou que 190 nações tinham aderido à iniciativa e que 92 países eram, àquela altura, elegíveis, de acordo com as regras, para receberem imunizantes através do programa.
No final de janeiro de 2021, a Gavi anunciou que até o final de 2021, 2,3 bilhões de doses de vacinas covid-19 deveriam ser entregues aos países subdesenvolvidos, na seguinte proporção (pela população): Sudeste Asiático: 695 milhões; África: 540 milhões; Mediterrâneo Oriental: 355 milhões;  Américas e Caribe: 280 milhões; Pacífico Ocidental: 225 milhões; Europa: 165 milhões de doses. A previsão é de que 1,3 bilhão dessas doses sejam entregues sem custo às nações mais pobres.

### Problemas
No entanto, em meados de 2021, os responsáveis pela COVAX passaram a reportar que não estavam recebendo as quantidades acordadas, o que o Financial Times chamou de "falhar em grande", e no final de outubro divulgaram uma nota exortando e criticando os 20 países mais ricos. No documento, os responsáveis anunciaram que das 1,3 bilhão de doses prometidas, apenas 150 milhões de unidades haviam sido entregues e que os imunizantes muitas vezes chegavam já com o prazo de validade insuficiente.
Em 22 de novembro de 2021, o Team Europe (União Europeia, Noruega e Islândia) anunciou que doaria, ainda em 2021, 99,6 milhões de doses da vacina Johnson & Johnson para países da África, segundo o seguinte esquema inicial: Níger (496.800), Guiné Conakry (496.800), Mauritânia (144.000), República Centro-Africana (302.400) ), Djibouti (50.400), Nigéria (2.764.800), Togo (633.600) e República do Congo (230.400). O Team também reforçou o compromisso de doar 500 milhões de vacinas nos próximos meses com os países mais vulneráveis.

## Primeiros países atendidos
Em 24 de fevereiro de 2021, a Covax fez sua primeira entrega de vacinas fora da Índia. O país contemplado foi Gana, na África. "Este é um passo histórico em direção ao nosso objetivo de garantir a distribuição equitativa das vacinas COVID-19 em todo o mundo", escreveu a Gavi em seu website.
A lista da primeira remessa global deveria ser realizada entre abril e maio de 2021 e atenderia mais de 140 países - pode ser acessada aqui - e entre os países lusófonos, Angola receberia 2.172.000 de doses; o Brasil, 9.122.400 e Moçambique 2.064.000.
O país que mais receberia vacinas na primeira remessa, no entanto, era o Paquistão: 14.640.000.

### Países lusófonos
Angola: recebeu o primeiro lote, de 624 mil vacinas, no dia 02 de março de 2021 e deveria receber 12 milhões doses até final do mês de junho. 
Brasil: recebeu o primeiro lote, de 1,022 milhões de doses, no dia 21 de março de 2021 e entre março e julho mais de 8 milhões haviam sido entregues ao país.